# Fahrwerksabstimmung
Unter Fahrwerksabstimmung versteht man bei PKW die werksseitige Abstimmung der Fahrwerkskomponenten auf den Einsatzzweck eines Kraftfahrzeugs. Dazu gehören Federn und Dämpfer, Stabilisatoren, Gummilager, Servolenkung und weitere Parameter. Die Abstimmung soll den Zielkonflikt zwischen Fahrdynamik und Fahrkomfort im Sinne des Anforderungsprofils bestmöglich auflösen. Konzeptbedingte Fahrwerkskomponenten oder Fahrzeugeigenschaften wie die Schwerpunktslage sind bei der Abstimmung Randbedingungen, die nicht verändert werden können.
Die Abstimmung gliedert sich in die Bereiche Längsdynamik, Querdynamik und Vertikaldynamik. Sie wird subjektiv und objektiv anhand von zahlreichen stationären und instationären Fahrmanövern durchgeführt. Neben Fahrten auf Teststrecken unterstützen Simulationen sowie Messungen auf Prüfständen und Referenzstraßen die Abstimmung. Die kundennahe Fahrerprobung in der Stadt, auf der Landstraße und der Autobahn ergänzt die Abstimmungsarbeit. Dabei wird auch auf länderspezifische Besonderheiten eingegangen.
Innerhalb der einzelnen Disziplinen werden die Aufgaben weiter untergliedert. So wird in der Querdynamik Wert auf die Abstimmung des Eigenlenkverhaltens im gesamten Querbeschleunigungsbereich gelegt. Bei dynamischen Manövern sind Wankverhalten und Fahrstabilität wichtige Kriterien. In der Vertikaldynamik wird die Aufbaudynamik infolge Straßenanregung (Heben, Nicken, Wanken) ebenso in den Blick genommen wie Schwingungen des Motor/Getriebeblocks und der Radmassen. Dabei muss die menschliche Wahrnehmung berücksichtigt werden, bei der manche Frequenzen als besonders unangenehm empfunden werden. In Testberichten finden sich bei positiven Bewertungen Begriffe wie komfortabel, sportlich, straff, bei negativen Bewertungen z. B. poltrig, ruckelig, schwammig, unpräzise.
Die Abstimmung der Regelsysteme ermöglicht zunehmendes Abstimmpotential, erfordert aber auch einen erhöhten Aufwand. So müssen Einsatz und Stärke der ESP-Eingriffe z. B. bei Slalom-Manövern abgestimmt werden. Bei adaptiven Dämpfersystemen gehören sowohl der Algorithmus als auch dessen Parameter zum Abstimmumfang, um auch Schalterstellungen wie „Komfort“ oder „Sport“ erlebbar zu machen.

## Motorrad
Bei Motorrädern lassen sich die Federbeine fahrerseitig auf die besonderen aktuellen Bedürfnisse justieren, zum Beispiel bei wechselnder Fahrbahnbeschaffenheit bzw. individueller Belastung durch den Fahrer oder Gepäck. Hierzu lässt sich die Vorspannung der Feder und damit der Negativfederweg einstellen. Zusätzlich lässt sich häufig auch die Druckstufe, welche die Dämpfung beim Einfedern bzw. der Zugstufe, welche die Dämpfung beim Ausfedern bestimmt variieren.